# Lycopsis
Lycopsis Goin, 1997 è un genere  estinto di mammiferi marsupiali, appartenente all'ordine degli sparassodonti. Visse nel Miocene inferiore (circa 15 milioni di anni fa), e i suoi resti sono stati ritrovati in Sudamerica.

## Descrizione
Le dimensioni di questo animale erano piuttosto modeste: alto circa 35 centimetri, un licopside doveva pesare più o meno 15 chilogrammi. Questo marsupiale presentava alcune interessanti caratteristiche: le zampe anteriori erano snelle e allungate, con mani semi-digitigrade che sembrerebbero indicare una notevole abilità nella corsa. Tuttavia, il pollice semi-opponibile, le zampe posteriori accorciate e l'alluce prominente non sono caratteristiche compatibili con un animale corridore. L'aspetto, in generale, poteva ricordare forse quello di uno sciacallo dal corpo allungato, o forse quello di una grossa martora dal muso lungo.

## Tassonomia
Il licopside (il cui nome significa “aspetto da lupo”) è spesso considerato un primitivo rappresentante della famiglia dei protilacinidi (Marshall 1979); questa famiglia comprendeva marsupiali carnivori vagamente simili a canidi. Studi più recenti hanno indicato che Lycopsis potesse essere stato ancestrale a un gruppo comprendente gran parte degli altri sparassodonti, esclusi gli atliacinidi (Muizon 1999, Babot et al. 2002, Forasiepi et al. 2006).
Il genere comprende le seguenti specie:
- †Lycopsis longirostris Marshall, 1977
- †Lycopsis padillai Suarez et al., 2016
- †Lycopsis torresi Cabrera, 1927
- †Lycopsis viverensis Forasiepi et al., 2003

## Biologia
Dalla morfologia dello scheletro, sembra che il licopside non fosse un eccellente arrampicatore, ma forse poteva salire sugli alberi in caso di necessità (Argot 2004b); d'altronde, il probabile habitat di questo animale era costituito da dense foreste abitate da numerosi predatori terrestri, tra cui i coccodrilli. Forse il licopside era esso stesso un predatore terrestre, che tendeva agguati a prede di piccola e media taglia, in grado di correre e arrampicarsi ma non particolarmente specializzato in uno di questi due metodi di caccia. Probabilmente predava piccoli roditori, come è testimoniato dal ritrovamento di alcune ossa e un dente di roditore accanto al bacino di un esemplare di licopside (Marshall 1977).